# Grandidierina petiti
Grandidierina petiti — вид сцинкоподібних ящірок родини сцинкових (Scincidae). Ендемік Мадагаскару.

## Поширення і екологія
Grandidierina petiti мешкають на південному заході острова Мадагаскар, в регіоні Аціму-Андрефана, між річками Маномбо і Фіхеренана. Вони живуть в сухих колючих тропічних лісах, на висоті до 20 м над рівнем моря.

## Збереження
МСОП класифікує стан збереження цього виду як близький до загрозливого. Grandidierina petiti може загрожувати знищення природного середовища.